# Labuat
Labuat fue un proyecto musical formado por Virginia Maestro, Risto Mejide y The Pinker Tones. También se conoce con este nombre a la propia Virginia Maestro.

## Historia

### Nombre y fundación
Una parte del proyecto nace de la mano de Risto Mejide, que compuso unas canciones para que las grabara una voz femenina y las produjeran The Pinker Tones. Mejide no encontró la voz adecuada hasta que escuchó a Virginia Maestro en el casting de Operación Triunfo 2008. Mientras ella estaba en la academia, él ya había llegado a un acuerdo con Sony BMG para publicar el disco aunque ésta no ganara.

Cuando yo estaba en el programa, los Pinker Tones y Risto ya estaban en contacto esperando a que yo saliera y poder comenzar el proyecto. Incluso ellos ya habían hablado con Sony y habían acordado que aunque yo no hubiera ganado el proyecto se haría igualmente. Está claro que yo no tenía ni idea. Estaba preocupada por saber qué pasaría con mi vida. Era un proyecto que tenían entre manos y sólo les faltaba encontrar la voz adecuada. Creo que ha sido una suerte compartida el hecho de habernos encontrado.
Virginia Maestro

En la fiesta que se celebró después de la final del programa, Risto Mejide le habló a Virginia de las canciones y le pidió su número de teléfono para hacerle una propuesta. Dos días después, Virginia fue a su casa para escuchar las maquetas y vio en una mesa una foto suya en la que ponía Labuat, nombre con el que se sintió identificada al saber su significado. 

Fue una idea de Risto, la mañana que fui a su casa, a los dos días de salir del programa para escuchar la maqueta y que él me propusiese el proyecto, tenía en una mesa una foto impresa mía y debajo ponía “Labuat”. Me dijo que era el nombre de la sala de Barcelona donde había escuchado por primera vez jazz. Esto fue una pista para que yo me sintiera muy identificada. Después me dijo que venía de La boîte en francés que significa “la discoteca” pero más en un sentido de sala de conciertos más íntimo, con lo cual cada vez me iba sintiendo más identificada. De la manera tan íntima que tengo de sentir la música de dentro hacia fuera le dije que sí.
Virginia Maestro

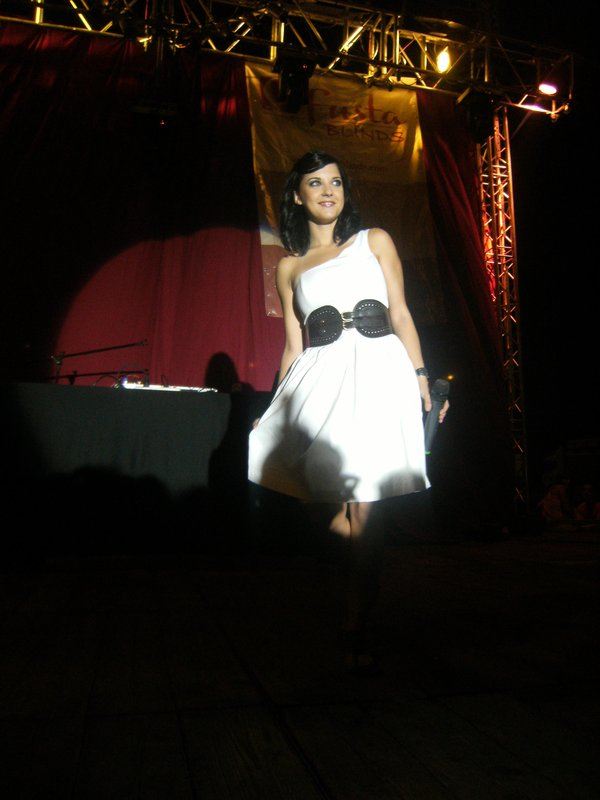
Virginia Maestro, voz de Labuat.

La producción del disco comenzó cuando The Pinker Tones le pidieron a Virginia una lista de sus referencias musicales.

### 2009: Álbum debut
El 5 de diciembre de 2008 se anunció públicamente el nombre del proyecto. En febrero de 2009 se confirmó que el disco estaría compuesto por Risto Mejide, excepto dos canciones (Carta de otoño, compuesta por Virginia Maestro; y Al margen, música compuesta por Risto Mejide y letra por Virginia), que los productores serían el dúo The Pinker Tones y que el primer sencillo llevaría por título Soy tu aire. El proyecto se presentó oficialmente a los medios en una rueda de prensa celebrada en el Círculo de Bellas Artes en Madrid.

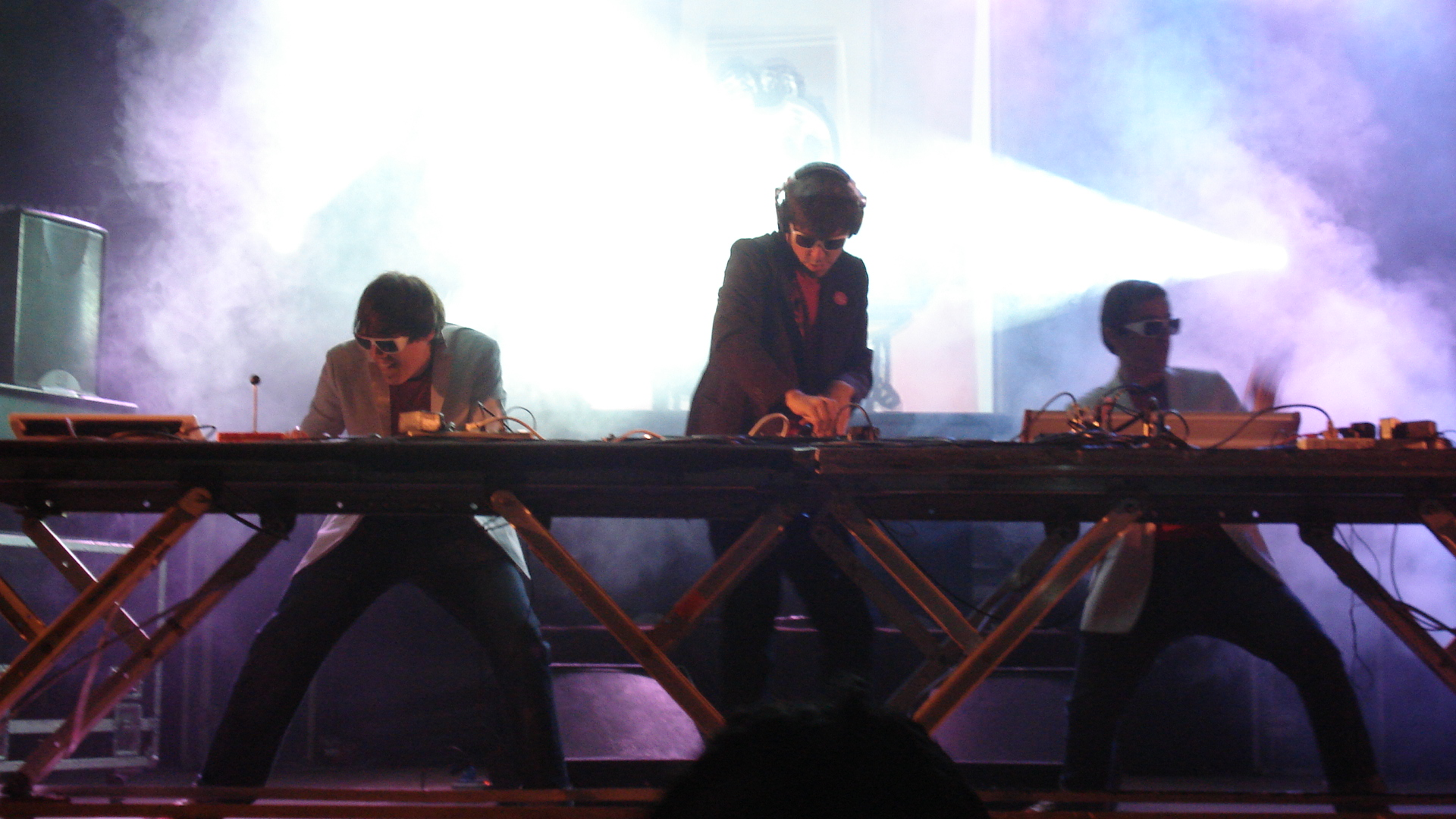
The Pinker Tones, productores de Labuat, en concierto.

Finalmente el disco, de título homónimo, se puso a la venta el 24 de febrero, logrando llegar en su primera semana al número 2 de Promusicae. En marzo se publicó una edición deluxe y una edición en vinilo.
En abril y mayo realizan una gira de presentación que recorrió las ciudades más importantes de España, llegando a colgar el cartel de "no hay entradas" en la sala Luz de Gas de Barcelona. Fueron teloneros de Beyoncé en su concierto en Barcelona. Después de varios meses de la salida del álbum, se confirma que han vendido más de 20.000 copias y anuncian segundo disco, además de presentar el disco en Latinoamérica.

## Discografía

### Álbumes de estudio
- Labuat (2009)

### Sencillos
- Soy tu aire (2009)
- De pequeño (2009)
- Carta de otoño (2009)

### Videoclips
- Soy tu aire (2009)
- De pequeño (2009)

## Después de Labuat
Aún como parte de Labuat, el 13 de julio Virginia se desplaza al estudio de grabación GG Producciones para grabar las maquetas de su propuesta de repertorio para el segundo álbum de Labuat, en el que además, no participaría Risto Mejide.
En enero de 2010 comienza con la grabación del disco, en el que Virginia es coproductora de los temas, en los que también participan Iñaki García el cual se convierte en su productor, entre otros.
El 24 de julio Virginia anuncia en su Facebook personal el adiós a Labuat. El 25 de octubre se conoce que el nuevo álbum se llamaría Dulce Hogar y que está compuesto en su totalidad por Virginia Maestro. También se dan noticias sobre la fecha de publicación, la cual sería en marzo de 2011.
Virginia adopta en esta etapa el nombre de Virginia Labuat como seudónimo artístico. El 26 de enero de 2011 se estrena el sencillo, The time is now , y el 8 de febrero se pone a la venta. En pocas horas, se colocó en el puesto n.º 1 de Itunes y alcanzó el n.º 8 de sencillos de la lista semanal en España. 
El 29 de marzo de 2011 se pone a la venta Dulce Hogar, el primer álbum de Virginia en solitario, con una gran aceptación por parte de la crítica y un éxito similar al del álbum de Labuat.

## Premios

### Premios Disco del año TVE
| Año  | Categoría     | Resultado |
| ---- | ------------- | --------- |
| 2009 | Disco del año | Nominado  |